# Los Tojos
Los Tojos – gmina w Hiszpanii, w prowincji Kantabria, w Kantabrii, o powierzchni 89,5 km². W 2011 roku gmina liczyła 428 mieszkańców.